# Ratsirakia
Ratsirakia é um género de peixe da família Eleotridae.
Este género contém as seguintes espécies:
- Ratsirakia legendrei